# Обикновен хомяк
Обикновените хо̀мяци (Cricetus cricetus) са вид дребни бозайници от семейство Хомякови (Cricetidae). Разпространени са в Централна и Източна Европа, в северозападните части на Централна Азия и югозападните части на Сибир.
В България са широко разпространени в Добруджа – в условия на черноземни почви и степна растителност.